# Nannophyopsis
Genre
Nannophyopsis est un genre de libellules de la famille des Libellulidae (sous-ordre des Anisoptères, ordre des Odonates).

## Liste des espèces
Selon GBIF (13 septembre 2023) :
- Nannophyopsis chalcosoma Lieftinck, 1935
- Nannophyopsis clara (Needham, 1930)

## Systématique
Le nom valide complet (avec auteur) de ce taxon est Nannophyopsis Lieftinck (d), 1935.